# Peter Nolander
Peter Nolander, född 1981 i Karlstad, är en svensk före detta ishockeyspelare och nuvarande tränare. Han har tidigare spelat i bland annat AIK Ishockey, Brynäs IF, Arvika HC och han var även med när Mora IK gick upp till Elitserien säsongen 2003/2004.